# Moacyr Grechi
Moacyr Grechi OSM (* 19. Januar 1936 in Araranguá; † 17. Juni 2019 in Porto Velho) war ein brasilianischer Ordensgeistlicher und römisch-katholischer Erzbischof von Porto Velho.

## Leben
Moacyr Grechi trat der Ordensgemeinschaft der Serviten bei und empfing am 29. Juni 1961 die Priesterweihe. Sein Orden entsandte ihn in die Mission in Brasilien. Er wurde Provinzial der brasilianischen Provinz.
Papst Paul VI. ernannte ihn am 10. Juli 1972 zum Prälaten von Acre e Purus und am 20. Juli des folgenden Jahres zum Titularbischof von Vegesela in Numidia. Der Erzbischof von Manaus und Apostolische Administrator von Itacoatiara, João de Souza Lima, spendete ihm am 21. Oktober 1973 die Bischofsweihe; Mitkonsekratoren waren Antônio Sarto SDB, Koadjutorprälat von Porto Velho, und Florentino Zabalza Iturri OAR, Prälat von Lábrea.
Bischof Grechi setzte die Arbeit seines Vorgängers Giocondo Maria Grotti fort: Er förderte er die Basisgemeinden, die Ausbildung von Laien zu Katecheten und Gemeindeleitern, die Jugendpastoral und die Sozialpastoral. Er verteidigte die Indigenas, deren Lebensraum durch die Abholzung des tropischen Regenwaldes bedroht war, die ausgebeuteten Seringueiros (port.: Kautschukzapfer) und die Kleinbauern, die Schergen von Großgrundbesitzern vertrieben hatten und vertreiben wollten. Als Chico Mendes ermordet wurde, feierte Bischof Grechi in dessen Geburtsort mit Abertausenden von Seringueiros und Kleinbauern das Requiem. Lange Jahre war er Vorsitzender der Comissão Pastoral da Terra der Brasilianischen Bischofskonferenz (Conferência Nacional dos Bispos do Brasil, CNBB).
Am 26. Mai 1978 verzichtete er im Zuge der neuen Vergaberichtlinien der römischen Kurie auf seinen Titularbischofssitz. Papst Johannes Paul II. erhob am 15. Februar 1986 die Territorialprälatur zum Bistum Rio Branco und ernannte ihn am 19. März desselben Jahres zu dessen erstem Diözesanbischof. Am 29. Juli 1998 wurde er durch Johannes Paul II. zum Erzbischof von Porto Velho ernannt.
Am 30. November 2011 nahm Papst Benedikt XVI. das von Moacyr Grechi aus Altersgründen vorgebrachte Rücktrittsgesuch an.